# Fanpage.it
Fanpage.it és un diari digital italià amb seu a Nàpols, pertanyent al grup editorial Ciaopeople Media Group i dirigit per Francesco Cancellato. The Guardian el va descriure com «un dels llocs de notícies amb més èxit d'Itàlia».

## Història
Fanpage.it va néixer el juliol de 2011 per iniciativa del grup editorial Ciaopeople. El primer editor en cap va ser Giovanni Carzana, membre de l'equip de disseny del diari des de l'any 2009. La seva direcció va durar del juliol del 2011 al maig del 2012, quan l'editorial va confiar el càrrec de director a Pietro Rinaldi, que va dirigir el diari del maig del 2012 al 2013. A partir del 2013 la gestió va passar a Francesco Piccinini.
El juny de 2012 va néixer Youmedia, una plataforma de vídeo del diari i l'únic mitjà italià en resolució 4K. El maig de 2015 es va obrir una segona oficina de la redacció de Fanpage a Milà, que també acull Ciaopeople Advertising, la direcció comercial del grup Ciaopeople.
El 2025 es va confirmar que el director del diari digital, Francesco Cancellato, era un dels més de noranta periodistes i activistes afectats amb el programari espia de l'empresa israeliana Paragon Solutions a través d'un fitxer maliciós rebut per WhatsApp.